# Négoce
« Négoce » est un ancien terme pour désigner le commerce.

## Étymologie et variation du mot
Négoce est un terme qui dérive du mot latin negotium, lui-même construit à partir de la contraction de l'expression latine « mihi neg (ou nec) otium », « je n'ai pas le loisir de ... », de neg qui est une forme de négation et de otium. Le negotium est la négation de l’otium. L’otium est un terme latin qui apparaît au milieu du IIe siècle av. J.-C. et désigne dans le monde romain le temps durant lequel une personne, en général un patricien, profite du repos pour s'adonner à la méditation, au loisir studieux ou loisir de l'esprit. Dans l'éducation, l’otium s'oppose à l'enseignement des arts mécaniques et correspond à l'enseignement des arts libéraux qui s'adresse d'abord aux représentants de la classe sociale ne participant pas au monde des affaires.
Le negotium est un concept latin qui désigne toutes les activités productives et profitables, en particulier le commerce. Le mot latin negotiatio a le sens de négoce, commerce en grand ou entreprise commerciale. En France sous l'Ancien Régime, le negotium correspondait aux activités dérogeantes interdites aux nobles.
Le mot négoce apparaît en français vers 1200 sous la forme negosces puis en 1320 negoces dans le sens « occupations, affaires, intérêts ». Le latin utilise le mot negotiari dans le sens « faire des affaires, du commerce ».
Le mot est utilisé au singulier à partir de 1530 d'abord dans un sens juridique pour désigner une discussion ayant pour but d'élaborer un texte. Vers 1616, il est employé en diplomatie dans le sens d’« entremise ». Dans ce sens, il est remplacé par le mot négociation terme qui est d'abord utilisé vers 1330 pour désigner une affaire avant de prendre au XVIe siècle le sens d'une activité ayant pour but de rechercher un accord.
Au début du XVIIe siècle, le mot négoce va se spécialiser en économie pour désigner une activité d'échange ou de commerce, soit à petite échelle, soit à grande échelle. Le terme négoce est progressivement remplacé par commerce. Il va ensuite passer aux activités financières pour des transactions locales, nationales ou internationales avant de venir archaïque.
Du terme négoce dérive :
- le verbe négocier qui apparaît chez Nicolas d'Oresme, en 1370, qui se répand à la fin du XVe siècle et au XVIe siècle dans le sens « faire du commerce », peut-être sous l'influence de l'italien negoziare. Il n'est plus utilisé dans ce sens à partir de la seconde moitié du XVIe siècle pour prendre celui de « discuter pour arriver à un accord ».
- négociable à partir du verbe négocier, d'où négociabilité et les antonymes innégociable, innégociabilité.
- négociation.
- négociateur, négociatrice, apparaît vers 1370e siècle pour désigner la personne se livrant à une activité commerciale d'une certaine importance. Il n'est plus utilisé dans ce sens. Au début du XVIIe siècle, il désigne une personne qui négocie une affaire publique ou privée.
- négociant, négociante, apparaît au milieu du XVIe siècle, probablement par emprunt à l'italien negoziante, utilisé à partir du XIVe siècle pour désigner un marchand.